# エディタ・グルベローヴァ
エディタ・グルベローヴァ（Edita Gruberová, エディタ・グルベロヴァー, 1946年12月23日 - 2021年10月18日）は、ソプラノ歌手。チェコスロバキア（現在はスロバキア）のブラチスラヴァに生まれる。父親はドイツ系、母親はハンガリー系である。

## 人物
1968年に生地ブラチスラヴァの歌劇場でデビュー、1970年にはウィーン国立歌劇場と契約、1973年にはザルツブルク音楽祭に出演する。
圧倒的な美声と驚異的な技巧を兼備したコロラトゥーラ・ソプラノであった。同時期にデビューした同国人のルチア・ポップ（こちらは反対に母親がドイツ系）がおおむねドイツ・オペラとリートに専心したのに対し、ずっとイタリア・オペラなどに積極的で、特にベルカントでは当時の代表的な歌い手の一人であった。2人目の夫であった指揮者フリードリヒ・ハイダーがそのバックを振ることが多く、彼はオーストリア人にもかかわらずイタリア・オペラのスペシャリスト的存在となっている。
自身の半生を語った自叙伝『うぐいすとバラ』（日本語訳：音楽之友社）があり、後の華々しい活躍からは想像もできない若い頃のグルベローヴァの苦悩を知ることができる。

## 経歴
生地の音楽院で学んだ後、プラハ、ウィーンで声楽を学ぶ。
トゥールーズで開催されたコンクールで優勝した後に1968年、オペラ『セビリアの理髪師』のロジーナ役で、ブラチスラヴァにてオペラへのデビューを果たした。1968年から1970年まで、バンスカー・ビストリツァ、スロバキアのJ・G・タヨフスキー劇場のオペラ・アンサンブルのソリストとして活躍した。Medveckáはひそかにすぐに彼女に接触し、1969年夏、ウィーン国立歌劇場でのオーディションを行った。彼女は『魔笛』の夜の女王を歌い、最初の大きな躍進を遂げた。その後、西欧諸国へ移住することを決めた。その後数年間で、彼女はウィーン国立歌劇場のソリストとなり、特にコロラトゥーラ・ソプラノの役で、世界で最も重要な数々のオペラハウスから招待された。グルベローヴァは夜の女王として、1973年にグラインドボーン音楽祭、1977年にメトロポリタン・オペラにそれぞれデビューした。
1977年、ヘルベルト・フォン・カラヤン指揮の『ドン・カルロ』でザルツブルク音楽祭に初出演。1980年、初来日。1981年、オペラ『リゴレット』のジャン＝ピエール・ポネルの映画に出演、ルチアーノ・パヴァロッティと共演。1984年、ベッリーニ『カプレーティとモンテッキ』のジュリエッタ役でロイヤル・オペラ・ハウスにデビュー。他にはツェルビネッタ、ヴィオレッタ、ルチア、コンスタンツェ、マノン（マスネ『マノン』）とオスカル（『仮面舞踏会』）などを演じた。1987年、ミラノ・スカラ座でドンナ・アンナ（『ドン・ジョヴァンニ』）、『連隊の娘』、1990年、ウィーンでドニゼッティ『ロベルト・デヴルー』、1992年、チューリッヒで『セミラーミデ』を演じる。2003年、レパートリーに『ノルマ』を追加し、2008/09年にミュンヘンでも公演する。
自身のCDレーベルであるナイチンゲール・クラシックスから、ドニゼッティの“女王3部作”や他のベルカント・オペラを多数レコーディング、特に後年は完全版の録音を行っている。彼女の撮影されたテレビ放映オペラ出演は『ノルマ』『マノン』『テンダのベアトリーチェ』『ルクレツィア・ボルジア』『シャモニーのリンダ』などがDVDで発売されている。
日本でも多くのオペラ公演、コンサートを行った。
2021年10月18日、スイスのチューリッヒで死去、74歳没。

## レコーディング
| 収録年            | 作品                                       | キャスト | 指揮者 歌劇場、オーケストラなど                                                                                      | レーベル               |
| ----------------- | ------------------------------------------ | --- | --- | ---------------------- |
| 1976年 （ライブ） | R・シュトラウス 『ナクソス島のアリアドネ』 | エディタ・グルベローヴァ グンドゥラ・ヤノヴィッツ アグネス・バルツァ ジェームズ・キング ヴァルター・ベリー                                                                                               | カール・ベーム ウィーン国立歌劇場 同管弦楽団                                                                         | Orfeo D'or             |
| 1979年            | ヴェルディ 『ドン・カルロ』（4幕）         | ホセ・カレーラス ミレッラ・フレーニ アグネス・バルツァ ニコライ・ギャウロフ ピエロ・カプッチルリ ルッジェーロ・ライモンディ ジョゼ・ヴァン・ダム エディタ・グルベローヴァ                                | ヘルベルト・フォン・カラヤン ベルリン・ドイツ・オペラ合唱団 ベルリン・フィルハーモニー管弦楽団                       | EMI Classics           |
| 1979/80年         | ヴェルディ 『仮面舞踏会』                  | プラシド・ドミンゴ レナート・ブルソン カーティア・リッチャレッリ エレーナ・オブラスツォワ エディタ・グルベローヴァ                                                                                       | クラウディオ・アバド スカラ座合唱団および管弦楽団                                                                    | ドイツ・グラモフォン   |
| 1981年            | モーツァルト 『魔笛』                      | ヴォルフガング・ブレンデル ローラント・ブラハト エディタ・グルベローヴァ ルチア・ポップ ブリギッテ・リントナー ハインツ・ツェドニク ジークフリート・イェルザレム                                         | ベルナルト・ハイティンク バイエルン放送交響楽団 バイエルン放送合唱団                                                 | EMI Digital            |
| 1983年            | ドニゼッティ 『ランメルモールのルチア』    | アルフレード・クラウス キャスリーン・クールマン ロバート・ロイド レナート・ブルソン ブルーノ・ラッザレッティ エディタ・グルベローヴァ                                                                    | ニコラ・レッシーニョ ロイヤル・フィルハーモニー管弦楽団 アンブロジアン・シンガーズ                                   | EMI Classics           |
| 1984年 （ライブ） | ベッリーニ 『カプレーティとモンテッキ』    | エディタ・グルベローヴァ アグネス・バルツァ グウィン・ハウエル ダーノ・ラッファンティ ジョン・トムリンソン                                                                                               | リッカルド・ムーティ ロイヤル・オペラ・ハウス合唱団および管弦楽団 同年5月、複数回の公演を収録                        | EMI Classics           |
| 1984年            | ヴェルディ 『リゴレット』                  | エディタ・グルベローヴァ レナート・ブルソン ニール・シコフ ブリギッテ・ファスベンダー ロバート・ロイド                                                                                                   | ジュゼッペ・シノーポリ サンタ・チェチーリア国立アカデミア合唱団および管弦楽団                                        | フィリップス・レコード |
| 1985年            | モーツァルト 『後宮からの誘拐』            | エディタ・グルベローヴァ キャスリーン・バトル イェスタ・ヴィンベルイ ハインツ・ツェドニク マルッティ・タルヴェラ                                                                                         | ゲオルク・ショルティ ウィーン国立歌劇場合唱団 ウィーン・フィルハーモニー管弦楽団                                     | デッカ・レコード       |
| 1988年            | モーツァルト 『魔笛』                      | エディタ・グルベローヴァ バーバラ・ボニー マルヤーナ・リポフシェク ペーター・ケラー トーマス・モーザー トーマス・ハンプソン マッティ・サルミネン ハンス＝ペーター・ブロホヴィッツ アントン・シャリンガー | ニコラウス・アーノンクール チューリッヒ歌劇場合唱団および管弦楽団                                                    | テルデック             |
| 1989              | モーツァルト 『ルーチョ・シッラ』          | エディタ・グルベローヴァ チェチーリア・バルトリ ペーター・シュライバー ドーン・アップショウ イヴォンヌ・ケニー                                                                                           | ニコラウス・アーノンクール アルノルト・シェーンベルク合唱団 ウィーン・コンツェントゥス・ムジクス                     | テルデック             |
| 1989年            | オッフェンバック 『ホフマン物語』          | エディタ・グルベローヴァ プラシド・ドミンゴ クラウディア・エーダー ガブリエル・バキエ ジェームス・モリス フスティーノ・ディアス                                                                          | 小澤征爾 フランス放送合唱団 フランス国立管弦楽団                                                                     | ドイツ・グラモフォン   |
| 1991年            | ドニゼッティ 『ランメルモールのルチア』    | エディタ・グルベローヴァ ニール・シコフ アレクサンドル・アガーケ アリステア・マイルズ バーナード・ロンバード フランチェスコ・ピッコリ                                                                    | リチャード・ボニング アンブロジアン・シンガーズ ロンドン交響楽団 同年9月、ロンドン・セント・オーガスティン教会で収録 | テルデック             |
| 1992年 （ライブ） | ベッリーニ 『テンダのベアトリーチェ』      | エディタ・グルベローヴァ ヴァッセリーナ・カサローヴァ イーゴリ・モロソフ ドン・ベルナルディーニ | ピンカス・スタインバーグ ウィーン・コンツェルトハウス ウィーン・ジュネス＝コール オルフ交響楽団                      | Nightingale Classics   |
| 1993年            | ドニゼッティ 『リンダのシャモニー』        | エディタ・グルベローヴァ ドン・ベルナルディーニ エットーレ・キム モニカ・グロープ ステファノ・パラッチ アンデシュ・メランデル                                                                            | フリードリヒ・ハイダー スウェーデン放送交響楽団 ミカエリ室内合唱団                                                   | Nightingale Classics   |
| 1994年 （ライブ） | ドニゼッティ 『ロベルト・デヴルー』        | エディタ・グルベローヴァ デロレス・ジーグラー ドン・ベルナルディーニ エットーレ・キム | フリードリヒ・ハイダー ラン国立オペラ合唱団 ストラスブール・フィルハーモニー管弦楽団                                 | Nightingale Classics   |
| 1994年 （ライブ） | ドニゼッティ 『アンナ・ボレーナ』          | エディタ・グルベローヴァ デロレス・ジーグラー ステファノ・パラッチ ジョゼ・ブロス イーゴリ・モロソフ ヘレーネ・シュナイダーマン                                                                          | エリオ・ボンコンパーニ ハンガリー放送合唱団および管弦楽団 同年11月28日・12月1日、ウィーン・コンツェルトハウスで収録  | Nightingale Classics   |
| 1995年            | ドニゼッティ 『連隊の娘』                  | エディタ・グルベローヴァ デオン・ファン・デル・ワルト ローザ・ラゲッツァ フィリップ・フルカド フランソワ・カステル                                                                                       | マルチェッロ・パンニ バイエルン放送合唱団 ミュンヘン放送管弦楽団 同年3月、ミュンヘン・ヘルクレスザールで収録         | Nightingale Classics   |
| 1997年 （ライブ） | ロッシーニ 『セビリアの理髪師』            | エディタ・グルベローヴァ フアン・ディエゴ・フローレス ローザ・ラゲッツァ ヴラディーミル・チェルノフ エンリク・セラ フランチェスコ・エッレーロ・ダルテーニャ                                              | ラルフ・ヴァイカート バイエルン放送合唱団 ミュンヘン放送管弦楽団                                                     | Nightingale Classics   |
| 2004年 （ライブ） | ベッリーニ 『ノルマ』                      | エディタ・グルベローヴァ エリーナ・ガランチャ アキレス・マチャド アリステア・マイルズ ジュディス・ハワース                                                                                               | フリードリヒ・ハイダー ラシュタット声楽アンサンブル ラインラント＝プファルツ州立フィルハーモニー管弦楽団             | Nightingale Classics   |
| 2010年 （ライブ） | ドニゼッティ 『ルクレツィア・ボルジア』    | エディタ・グルベローヴァ ジョゼ・ブロス シルビア・トロ・サンタフェ フランコ・ヴァッサッロ | アンドリー・ユルケヴィチ ケルン歌劇場合唱団 ケルン・フィルハーモニー管弦楽団                                         | Nightingale Classics   |